# Hipólita (DC Comics)
La Reina Hippolyta es un personaje ficticio de DC Comics. El personaje está basado en Hipólita, reina de las Amazonas en la mitología griega. Es la madre de Mujer Maravilla y Donna Troy. Esta es la única encarnación de este personaje mitológico que alguna vez tuvo una hija Diana prince, quien fue criada por la Reina Hippolyta, la General Antiope y Menalippe.
La actriz danesa Connie Nielsen fue la encargada de interpretar a este personaje en la película en solitario de Wonder Woman estrenada en 2017 bajo la dirección de Patty Jenkins, teniendo una posterior aparición menor en la película de Liga de la Justicia del mismo año, dirigida por Zack Snyder. Nielsen volverá a interpretar a Hippolyta en flashbacks en la próxima película del 2020, Wonder Woman 1984.

## Historia del personaje

### Creación:Edad de Oro
El personaje de Hippolyta apareció por primera vez en All Star Comics #8 en 1941, en el mismo que fue introducida su hija Wonder Woman. La versión original del personaje poseía Cabello negro. Según esta historia, Hippolyta y las Amazonas Una vez residieron en la "Amazonia" en los días de la antigua Grecia, hasta que fueron engañadas por el semi-dios Hércules, Quien había sido instigado por el Dios de la Guerra Ares, ahora llamado Marte, para ir tras ella, hippolyta fue capaz de vencerlo gracias al cinturón mágico, pero él la sedujo y la engañó para que se quitara el cinturón, permitiéndole robarlo. Esto les hizo perder su super fuerza y el favor de su diosa patrona, Aphrodita. Eventualmente ella y las otras amazonas fueron perdonadas, pero tuvieron que usar los Brazaletes de Sumisión para recordarles la locura que significaba someterse a los hombres. Para recuperar su estatus, las Amazonas fueron decretadas a abandonar el mundo mortal y trasladarse a la isla themyscira. Allí establecieron su propia sociedad, libre de los males del mundo del hombre. Mientras estuvieran allí e Hippolyta conservara puesta su faja mágica, las amazonas serían inmortales. Gran parte de esta historia fue adaptada, variada y ampliada en la versión moderna de Wonder Woman en los cómics.
Durante la mayor parte de la Edad de Oro Hippolyta permaneció en la Isla Themysira, raramente interactuando con el mundo moderno al que había viajado su hija. Su rol principal es el de Reinar a las Amazonas y ser la mentora de Wonder Woman. Su principal función era la dedicación a las diosas olímpicas, particularmente a la protectora de las amazonas Aphrodita, y mantenía una postura bastante inflexible en cuanto a permitir que hombre alguno se le permitiera poner un pie en la isla Themyscira. Aunque permaneció principalmente en la isla, en una historia memorable de Sensation Comics #26 (Reimpreso en Wonder Woman: The Complete History), Hippolyta Viaja al mundo del hombre y asume brevemente el papel de la Mujer Maravilla. En la primera aparición del grupo Villainy Inc. es secuestrada para atraer a la Mujer Maravilla hacia una emboscada.
En los años 60, cuando DC Comics introdujo el concepto del Multiverso, se estableció que Hippolyta provenía de Tierra-2 pero dicha encarnación de Hippolyta fue eliminada alrededor de la edición # 97 del cómic original de "Wonder Woman" cuando la historia cambió de Tierra-2 a las versiones más modernas de los su personaje a Tierra-1.

### Consolidación:Edad de Plata
Durante la Edad de Plata Hippolyta cambió y pasó de tener cabello negro a rubio. Su historia en gran parte permaneció idéntica a su versión de la Edad de Oro, aunque algunas historias emblemáticas de la Edad de Plata divergen de la original. Por ejemplo, se estableció que Hippolyta había creado una segunda hija a partir de la arcilla, una amazona de piel oscura llamada Nubia quien debía ser la hermana gemela de Wonder Woman antes de que fuera hecha desaparecer por el dios Ares. También se estableció que Hippolyta es la madre adoptiva de Donna Troy, quien había sido rescatada de un incendio y llevada a la Isla Themyscira. Como antes, el papel de Hippolyta en la Edad de Plata era principalmente el de reina de las amazonas en Themyscira y mentora de Wonder Woman, mostrándose frecuentemente interactuando con su hija, así como los personajes secundarios Wonder Girl y Wonder Tot. Según el calendario de DC Comics de 1976, Hippolyta nació el 8 de enero.
Hippolyta también fue causante de varias de los continuas sacudidas de Tierra-Uno. Enfurecida porque su hija, quien estaba recuperándose de la amnesia, se había sometido a los juicios de la Liga de la Justicia para probar su valía y poder unirse de nuevo a la Liga, ella creó su propia prueba, la cual implicaba resucitar a Steve Trevor para dirigir un asalto a Themyscira. La diosa Afrodita concedió el deseo de Diana para permitir que Trevor resucitara y continuara viviendo (aunque fue revelado más adelante que era en realidad el dios Eros el que daba vida al cuerpo de Trevor). Después de que Trevor volviera a ser asesinado y Diana quedara afligida, regresó a su casa, donde Hippolyta borró sus recuerdos, hasta que un Steve Trevor de un universo paralelo irrumpió a través de la barrera entre mundos y se estrelló en Themyscira, por lo que Hippolyta le pidió a Afrodita que alterara los recuerdos del mundo entero para permitir que el nuevo Trevor se embarcara en una vida en Tierra-Uno.
Las Hippolytas de ambos universos podían usar una Esfera Mágica, que les permitía mirar tanto el pasado como el futuro.
En 1985, con la creación de la miniserie Crisis on Infinite Earths la editorial DC Comics revisó las historias de la Edad de Oro y Plata de los personajes y combinaron múltiples Tierras en un solo mundo. La versión moderna de Hippolyta combina elementos de sus primeras encarnaciones y asumió una mayor importancia en la serie.

### Desarrollo:Edad Moderna

#### Origen
Los orígenes de Hippolyta sufrieron una revisión después de que el escritor George Pérez modernizara a Wonder Woman en 1987. En la continuidad actual, Hippolyta y el resto de las amazonas en Themyscira fueran creadas por un selecto grupo de diosas olímpicas, entre las que están Artemisa, Atenea, Hestia, Deméter y Afrodita. Lo hicieron tomando las almas de todas aquellas mujeres muertas a lo largo del tiempo a manos de los hombres y que habían sido enviadas al fondo del Mar Egeo. Hippolyta había sido una cavernícola asesinada unos 32.000 años AC mientras estaba embarazada. Las almas entonces comenzaron a crear cuerpos con la arcilla del lecho marino. Una vez que alcanzaron la superficie los cuerpos de arcilla se convirtieron en amazonas de carne y hueso. La primera que irrumpió en la superficie fue Hippolyta y así fue nombrada reina de la nueva raza de mujeres amazonas. En esta versión Hippolyta media un metro ochenta y pesaba 59 kilos, Tenía el pelo negro rizado, con una imagen muy próxima a la que tiene su hija Wonder Woman. La segunda Amazona en irrumpir en la superficie fue su hermana Antiope quien sería la segunda al mando y mano derecha de Hippolyta en todos los asuntos relacionados con su reinado. Cada una de las diosas que crearon a las Amazonas las bendijo con regalos específicos: las habilidades de caza fueron concedidas por Artemisa, la sabiduría concedida por Atenea, hogares cálidos y confortables de parte de Hestia, abundantes cosechas de parte de Deméter y belleza tanto interior como exterior concedida por Afrodita. Como símbolo de estatus y a título de su liderazgo, las diosas les dieron tanto a Hippolyta como a Antíope un cinturón dorado de Gea, instrumento mágico que aumentaba su fuerza y habilidades significativamente. Las Amazonas finalmente fundaron la ciudad de Themyscira en Anatolia y se dieron a conocer como fieras guerreras a favor de la paz en Turquía, Grecia y Roma.

## Poderes y habilidades
Hippolyta tiene 3,000 años de experiencia en combate tanto cuerpo a cuerpo como en armas de mano. Como cualquier Amazona que vive en Themyscira ella es eterna e inmortal, por lo que puede vivir indefinidamente sin envejecer físicamente mientras viva en la isla, pero sigue siendo vulnerable a la muerte mediante lesiones letales. También posee fuerza sobrehumana y una excepcional inteligencia. Como lo demuestran los miembros de su tribu las amazonas, ella tiene la capacidad de romper acero y hormigón con sus manos desnudas, Saltar más de 12 pies de altura, posee una gran resistencia física, Curación mejorada, y la capacidad de absorber y procesar una gran cantidad de conocimientos en un corto período de tiempo.
Hippolyta, además de todas las amazonas de Themyscira, posee la capacidad de sanar su cuerpo de lesiones físicas y toxinas, fusionándose parcialmente con el suelo de su isla y luego retomando su forma original de nuevo. La primera vez que Diana ve esto ora a la Diosa Gaia, de la siguiente manera: "Gaea, te ruego que me concedas tu fuerza, tú eres la Tierra que me amamantó. A través de ti, toda la vida se renueva, porque es el círculo que nunca termina, te ruego, madre Gaea, que me lleves a tu seno, por favor, déjame ser digna". Durante el periodo del escritor John Byrne en el cómic convirtió esto en un ritual muy sagrado para las amazonas en Themyscira, ritual que solo podía ser utilizado en la más terrible de las circunstancias.
Como Amazona, Hippolyta tenía acceso a una serie de artefactos mágicos, que incluyen el guantelete de Atlas, que aumenta enormemente su fuerza y durabilidad en combate, así como las sandalias de Hermes, que aumentan su velocidad y le permiten volar. Durante el tiempo que portó el manto de Mujer Maravilla, Hippolyta manejó el Lazo de la Verdad, aunque parecía preferir una espada y escudo en combate. Su espada fue creada por Hefesto y era lo suficientemente afilada como para cortar los electrones de un átomo.

## Otras versiones

### Flashpoint
En los eventos de la línea temporal alternativa de Flashpoint creada por Barry Allen, Hippolyta anima a Aquaman, rey de Atlantis, a casarse con su hija Wonder Woman, después de haber sido envenenada por un Kraken. Sin embargo, el día de la boda, Hippolyta es asesinada por Artemis disfrazada de atlante, quien en un acto de traición, estaba trabajando para Ocean Master y cuyo objetivo era en realidad Wonder Woman, sin embargo Hippolyta se interpone en la trayectoria de la flecha, muriendo. Este evento lleva a la guerra entre las amazonas y los atlantes.

### Injustice: Gods Among Us
En el cómic precuela del videojuego del mismo nombre, Hippolyta aparece por primera vez en el año dos para llevar a su hija Diana comatosa a Themyscira con la esperanza de que allí sanara. En el tercer año, cuando Diana no despierta incluso después de haber sanar físicamente, hace un trato con Hera para despertar a Diana si acepta un eventual favor. Hera invoca el favor en el Cuarto Año cuando ordena a Hippolyta dirigir a las Amazonas en un ataque contra Superman y su Régimen. Hippolyta es renuente ya que Diana es una parte del Régimen, y cuando ella se niega es encarcelada por Hera y Zeus. Eventualmente la envían al Tártaro con Harley Quinn y Billy Batson (Shazam), aunque Harley los libera haciendo uso de una de las súper píldoras kryptonianas de Superman y de su propio comportamiento extraño. Luego de liberarse se ven enfrentados a Ares, logrando escapar eventualmente gracias a una caja madre. siendo arrastrados Apokolips, donde se enfrentan a Darkseid, que los aprisiona y revela que está aliado con Ares. Superman aparece y los libera, dejándolos huir con la Caja Madre al Himalaya, donde se encuentran con Wonder Woman y Batman. Más tarde Hippolyta se une a su hija en la lucha contra los dioses griegos, aunque la amenaza de una bomba nuclear detiene la lucha. Una vez que Diana se ocupa, el Nuevo Dios Highfather interviene convenciendo a Zeus y a los otros dioses de dejar la Tierra en paz; logrando un acuerdo con la promesa de cortar todos los lazos, incluso con las amazonas. A principios del año cinco Hippolyta consuela a una culpable Diana y quien le revela que tiene sentimientos románticos por Superman. Hippolyta anima a su hija a estar a su lado.

## Apariciones en otros medios

### Televisión
- La reina Hippolyta apareció en el año 1975, en la serie de televisión de Wonder Woman que protagonizaba Lynda Carter, allí tres actrices diferentes interpretaron su papel: Cloris Leachman en el episodio pilotoThe New Original Wonder Woman; Carolyn Jones en el episodio "The Feminum Mystique" primera y segunda parte y en el episodio "Wonder Woman in Hollywood"; y finalmente por la actriz Beatrice Straight en el episodio "The Return of Wonder Woman" y en el episodio "The Bermuda Triangle Crisis". Todas estas interpretaciones recibieron nominaciones en los premios de la academia, los Premios Óscar. Durante dichas interpretaciones el personaje nunca fue referido como la Reina Hippolyta específicamente. Mujer Maravilla y Wonder Girl se dirigían a ella llamándola "Madre" y el resto de las amazonas como "su majestad" o la "reina".
- La reina Hippolyta apareció en el año de 1978, en la serie animada Challenge of the Super Friends en el episodio "Secret Origins of the Superfriends" y "Superfriends: Rest in Peace", también aparece en el año 1980 en la serie animada Super Friends en el episodio "Return of Atlantis." en sus primeras dos apariciones Hippolyta era de cabello negro sin embargo en su última aparición fue representada con cabello rubia y llevando una toga azul. En esa serie Wonder Woman se dirige a Hippolyta por nombre su nombre en lugar de llamarla "Madre".
- Una Versión Morena de la reina Hippolyta aparece en la serie animada de televisión de 1988 Superman en el episodio "Superman and Wonder Woman versus the Sorceress of Time" interpretada por Pat Carroll. En el episodio ella es atacada por la hechicera del tiempo, siendo encogida junto a las otras amazonas hasta tamaño de una persona con enanismo, permitiendo así encarcelarlas, con lo cual ella implora a la Mujer Maravilla que busque la ayuda de Superman para luchar contra la Hechicera y revertir el hechizo.
- Apareció nuevamente en el 2001, en la serie animada Liga de la Justicia interpretada por Susan Sullivan[16] Hippolyta apareció en los episodios "Orígenes Secretos", "Paraíso Perdido", "Furia", "Más allá" y en la continuación de la serie animada con título Liga de la Justicia Ilimitada, apareció en los episodio "El Equilibrio". En el primero pone su religión y devoción a los Dioses olímpicos sobre todo, exilia a su hija Diana de Temiscira por poner en riesgo la seguridad de la isla al llevar allí a los miembros de la liga de la justicia. En esta serie se explica que el uniforme de la Mujer Maravilla fue hecho realmente por el dios Hefesto para uso de la reina Hippolyta (Pero él comenta descaradamente que el uniforme se ve mejor en Diana). Hippolyta Se ve consolando a Diana tras la supuesta muerte de Superman en el episodio "Hereafter" y en "The Balance" Ella levanta el exilio que puso en su hija así como la información completa de sus habilidades, exponiendo también la supuesta relación sanguínea que existe entre el dios griegoHades y diana, poniendo en duda si la creencia que diana tenía de su origen era verdadera o un simple engaño de su madre, quien le había dicho que ella la había moldeado de arcilla e inspirado una vida mística sola, mientras Hades asegura que lo hicieron juntos y que él es su padre.
- Hippolyta tuvo una breve alusión en el 2004 en la serie de televisión de acción real sobre la vida previa de Superman Smallville, durante un episodio de la tercera temporada denominado "Asylum", Un periódico incluye el encabezado: "la reina de Themyscirian se dirige a la Ciudad del Vaticano".
- Hippolyta hace una aparición en el año 2001 en la serie animada Batman: The Brave and the Bold en el episodio "Triumverate of Terror!", interpretada por Tippi Hedren.[17] En el episodio, se muestra la celebración de otro concurso entre las amazonas, con Diana y ella misma presidiendo el torneo. mientras el Joker Se infiltra en el torneo disfrazado de amazona, y surge como el vencedor después de usar su Smilex y envenenar a todas las otras mujeres en la arena. Cuando el Joker se acerca al trono para reclamar su premio, se quita su disfraz y golpea a Diana e Hippolyta, dejando inconsciente a la reina y huyendo de la isla con Diana como su cautiva. desconociéndose que sucede con la reina luego de esto.
- Hippolyta tendrá una aparición en la nueva serie animada de Justice League Action, episodio "Luthor in Paradise", con la voz de Julianne Grossman. Se menciona que su personal es una clave para el Reino Prohibido donde el Oculus del Argo se sostiene que puede otorgar a cualquiera los poderes de Zeus, y ese artefacto fue confiado a Hippolyta por Hera. Ella está presente cuando Lex Luthor y Circe invaden Themyscira para obtener un bastón que los llevaría al Reino Prohibido, donde derrotan a Hippolyta. Después de que Lex Luthor y Circe son detenidos, Hippolyta tiene a Circe encarcelado en Tártaro. Al agradecer a Batman y Superman por ayudar a su hija y detener a los villanos, Hippolyta aconseja a Batman y Superman que salgan de Themyscira antes de que sus soldados los ataquen.
- Hippolyta aparece en la serie animada 2019 DC Super Hero Girls con la voz de Cree Summer. En el episodio #SweetJustice (parte 3-4), ella intenta llevar a Diana a casa y castigarla por lo que hizo. Afortunadamente, el equipo intenta rescatar a Diana, pero fueron capturadas por las amazonas. Mientras luchaban contra las amazonas, el corazón de Diana fue calentado por Supergirl, quien le dijo a Diana que era la heroína del Mundo del Hombre. Esto hizo que dejara de sentirse triste (Deprimir) y se enfrentara a Hippolyta y le dijera que pasó la prueba y su ley. Hippolyta lo acepta y deja que Diana regrese con sus amigas. Ella regresa en "Awesome Aunt Antiope" y le dice a su hermana que no interfiera en los estudios de sus hijas y castiga a Diana. Luego, en un flashback, le dice a Diana por qué es importante estudiar.
- Hippolyta aparece en el episodio de Harley Quinn, "Bachelorette", con la voz de Rachel Dratch. Ella está poseída por Eris para firmar un contrato para vender Themyscira a LexCorp, pero Harley Quinn y Hiedra Venenosa frustran el plan.

### Cine

#### Animación
- La actriz Charlene Holt dio vida a la Reina Hippolyta en el año 1974 en la película para televisión Wonder Woman, protagonizada por Cathy Lee Crosby.
- La Reina Hippolyta aparece en el DVD de la película animada de Wonder Woman de 2009, interpretada por la actriz nominada al premio Óscar Virginia Madsen.[18] Al igual que la representación de Cloris Leachman en la película televisiva de 1975, después de enterarse de que Diana había sufrido el desafío y lo había ganado en contra de su prohibición, ella acepta el resultado sin discusión. De manera similar a su anterior encarnación animada, esta versión de Hippolyta también se involucró románticamente con un dios griego, Ares, el dios de la guerra, a quien encarceló después de ser traicionada por él. Es la madre del hijo de Ares, Thrax, que concibió con su antiguo amante.
- Hippolyta apareció en la película animada directa a DVD de 2016 DC Super Hero Girls: Héroe del Año con la voz de Julianne Grossman. Grossman repitió su papel en la serie web, Juegos Intergalácticos, Leyendas de Atlantis, y los cortos de Lego.
- Hippolyta aparece en la película animada de 2019 Wonder Woman: Bloodlines, nuevamente con la voz de Cree Summer. Esta versión es mucho más dura que otras versiones, ya que se negó a permitir que Steve Trevor regresara a casa e incluso repudió a Diana cuando decidió irse de Paradise Island con él. Al final de la película, se reconcilian.[19]

#### Universo extendido de DC
Connie Nielsen interpreta a Hippolyta en varias películas ambientadas en el Universo extendido de DC.
- En Wonder Woman (2017), Diana es criada conjuntamente por la reina Hippolyta, su hermana la general Antiope y la teniente Menalippe; mientras que Hippolyta quiere proteger a la joven Diana del mundo exterior, Antiope quiere entrenarla como guerrera.[20] En 1918, Hippolyta permite a regañadientes que Diana se vaya para ayudar a Steve Trevor y destruir a Ares, pero le oculta la verdad sobre la ascendencia de Diana.
- En Liga de la Justicia (2017), en la actualidad[21] Steppenwolf roba la Caja Madre de Themyscira e Hippolyta advierte a Diana sobre lo que sucedió.
  - Nielsen también apareció como Hippolyta en el montaje del director de la película Liga de la Justicia de 2017.
- En Wonder Woman 1984 (2020),[22] en un flashback cuando Diana era una niña, Hippolyta supervisa una competencia atlética en la que participa Diana. Después de que Antiope saca a Diana de la competencia por caerse de su caballo y tomar un atajo para alcanzarlo, Hippolyta la consuela y le dice que algún día estará entre los grandes guerreros mientras le cuenta la leyenda de Asteria.